# ニコラウス・リッター
ニコラウス・リッター（Nikolaus Ritter, 1899年1月8日 - 1975年）は、ドイツの軍人。ナチス・ドイツの時代、アプヴェーア（国防軍諜報部）にて空軍情報主任を務めたほか、1936年から1941年にかけてアメリカ合衆国およびイギリスにおける諜報活動を指揮した。

## 初期の経歴
1899年、ライトにてニコラウス・ヨゼフ・リッター（Nikolaus Josef Ritter）とケーテ・ヘルホフ（Käthe Hellhoff）の息子として生を受ける。1905年から1910年までバート・ベーダーケーザーの国民学校（Volksschule）に通い、1911年から1914年まではフレンスブルクの修道院ギムナジウム（Klostergymnasium ）に通った。フェルデン・アン・デア・アラーの大聖堂ギムナジウム（Domgynasium）にてアビトゥーアに合格した後、ドイツ帝国陸軍に入隊し、第162歩兵連隊の一員として第一次世界大戦に従軍した。彼は西部戦線に派遣され、敗戦までに2度負傷した。1918年6月には少尉へ昇進している。
敗戦後、ラウバンに移り、1920年から1921年まで織物業者にて見習いとして務める。1921年からはソラウのプロイセン繊維工学学校に通い、繊維技師となった。その後しばらくはラウバンの職場で働いたが、1924年1月には渡米を果たす。アメリカではニューヨーク市のマリソン・シルク社（Mallinson Silk Company）で事務員を務めたほか、床張り職人（floor layer）、ペンキ屋、金属工、皿洗いなど様々な職についた。1926年、メアリー・オーロラ・エヴァンス（Mary Aurora Evans, 1898年 - 1997年）と結婚する。彼女はアラバマ州出身のアイルランド系アメリカ人で、当時は教師を務めていた。リッターとオーロラは2人の子ども、ニコラウス・ハヴィランド・リッター（Nikolaus Haviland Ritter, 1933年12月21日 - 2009年）とキャサリン・フランシス・リッター（Katharine Francis Ritter, 1934年12月13日 - ？）をもうけた。
1936年、ドイツに帰国してアプヴェーア（国防軍情報部）に採用される。彼はハンブルクに移り、1937年には家族を呼び寄せている。しかし、その後間もなくして彼がアプヴェーア勤務になったことを知ったオーロラは離婚を申し出た。1939年、イルムガルド・クリッツィング（Irmgard Klitzing）と再婚。彼女との間にはもう一人の娘カリン・リッター（Karin Ritter, 1940年1月2日 - ？）をもうけている。なお、オーロラと子供たちはドイツを出国できず、第二次世界大戦中もハンブルクに暮らしていた。オーロラたちは1946年にアメリカへ帰国した。2006年にはキャサリンが母オーロラの伝記『Aurora: An Alabama school teacher in Germany struggles to keep her children during WWII after she discovers her husband is a German spy』を出版した。

## スパイマスター

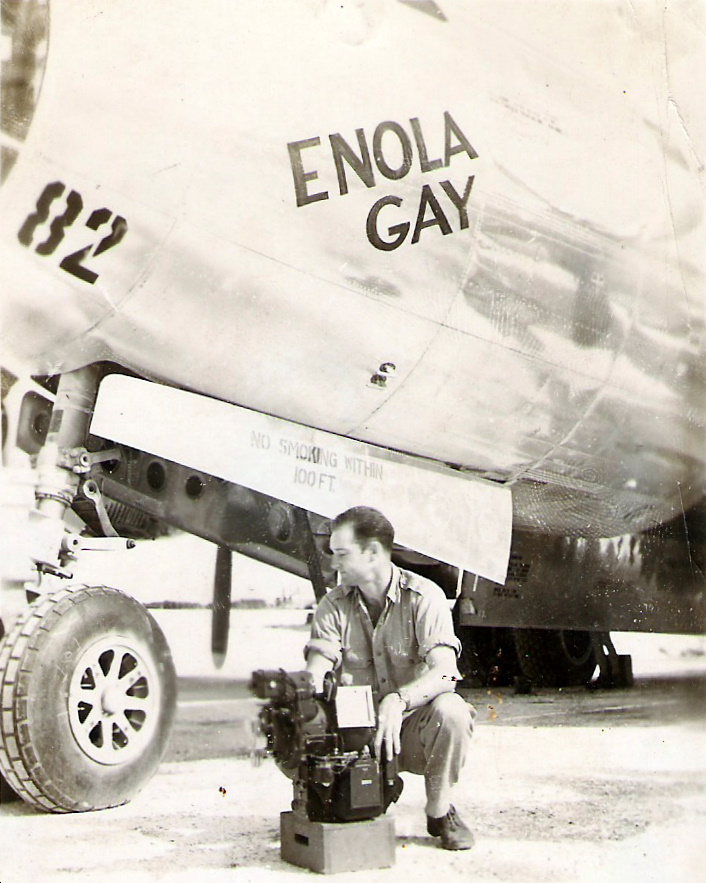
B-29爆撃機エノラ・ゲイ号と同機爆撃手トーマス・フィアビー。フィアビーの手前にある装置がノルデン爆撃照準器

1930年代後半、リッターはアプヴェーアの空軍情報主任となる。また、エージェントとしては「ランツァウ博士」（DR. RANTZAU）を名乗った。アプヴェーア部長ヴィルヘルム・カナリス提督はリッターに対し、ニューヨーク在住の大物スパイ、フリッツ・ジュベール・デュケインへの接触を命じた。リッターとデュケインは1931年に一度接触しており、再会を果たしたのは1937年12月3日のことである。また、この際にエージェント・パウル（PAUL）として活動中のスパイ、ハーマン・ラングとも接触している。
ラングは当時最高機密とされていたノルデン爆撃照準器の製造を行っていたカール・L・ノルデン社（Carl L. Norden Company）にて機械工、製図工、組立監督を務めていた。彼を通じてノルデン照準器の大きな図面を入手したリッターは、中空にした傘の内側にこれを隠し、船便でドイツ本国へと送り届けた。ドイツではこの図面を元に照準器の再現を試み、その仕上げと以後の改良のためにラングを渡独させた。彼はドイツにてリッターと接触したほか、ドイツ空軍総司令官ヘルマン・ゲーリングとも会見している。なお、第二次世界大戦末期の1945年には、ジョージ・パットン将軍率いる米第3軍の隷下部隊がチロル地方にてノルデン照準器のコピー生産を行っていた秘密工場を発見している。
別のドイツ側スパイ、エベレット・"エド"・ミンスター・ローダーは、スペリー・ジャイロスコープ社の技師で、アメリカ陸軍および海軍に納入される機密性の高い機材の設計に携わっていた。彼が入手した情報をもとに、ドイツ空軍では戦闘機や爆撃機に搭載する先進的な自動操縦装置を設計した。ローダーが入手した重要情報としては、その他にグレン・L・マーティン製新型爆撃機用無線装置の完全な青写真、ハドソン爆撃機用の測距器や自動操縦装置、旋回傾斜計、配線図といった機密指定の図面、ハドソン爆撃機の機銃配置図などがあった。
リッターは多数の有能なエージェントを指揮してアメリカ全土で諜報活動を展開したが、後に二重スパイとなるウィリアム・G・セボルドを雇用するというミスを犯した。1940年2月8日、リッターはハリー・ソーヤー（Harry Sawyer）の偽名を名乗らせたセボルドをニューヨークに派遣し、ドイツの海外無線局との通信を確立するために短波無線送信局を設置するように命じた。また、エージェント・トランプ（TRAMP）というコードネームを使い、エージェント・ダン（DUNN）ことフリッツ・デュケインに接触することも命じられていた。

### デュケインのスパイ網

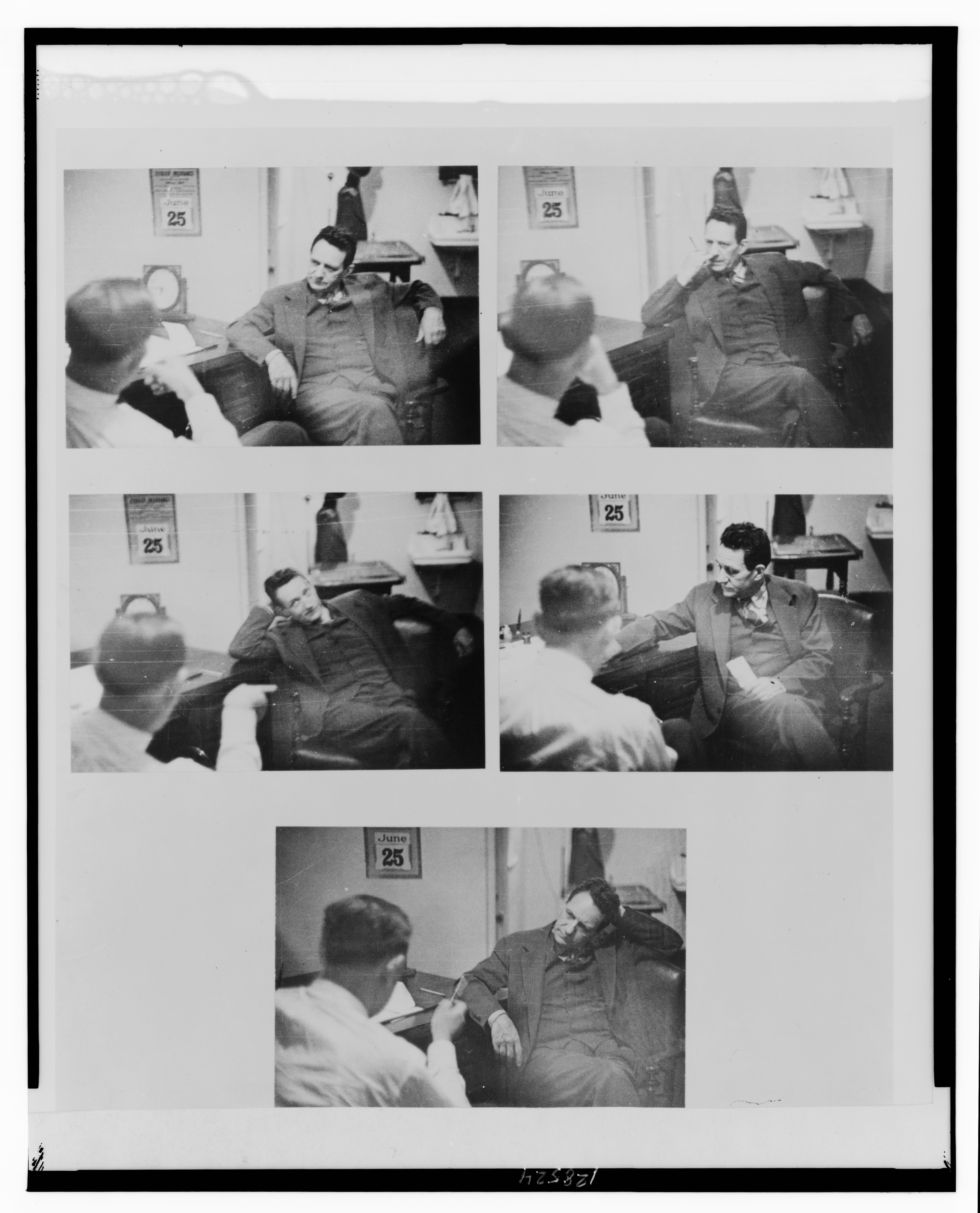
セボルドとデュケインの会合の様子。マジックミラー越しに盗撮された（1941年6月25日）

連邦捜査局（FBI）はセボルドからの情報提供を受け、ドイツのスパイとしてその名を知られたデュケインが再びニューヨークで暗躍していることを知り、ジョン・エドガー・フーヴァー長官はフランクリン・ルーズベルト大統領に対して現状に関する背景情報の説明を行った。デュケインの担当となったFBIのニューカーク捜査官はレイ・マクマナス（Ray McManus）の偽名を用い、セントラルパーク近くのアパートにあったデュケイン宅の真上に部屋を借り、会話を記録するために盗聴用の隠しマイクを設置した。
FBIはタイムズスクエアにて隣接する3つの部屋を借りた。そのうち1つはセボルドの事務所で、彼はここでドイツ側スパイから情報を受取った。これらの情報はFBIによる検閲を経た後、セボルドによって短波通信を用いてドイツ本国へと送られた。残りの2部屋にはドイツ語話者の捜査官が待機し、ヘッドホンを用いて事務所の会話を盗聴していたほか、マジックミラーと動画カメラを用いて会合の様子が撮影されていた。しかし、デュケインが初めて事務所を訪れた時、彼は部屋を探し回った上、セボルドに「マイクはどこだ？」と尋ねて捜査官らを驚かせた。その後にようやく安心したデュケインは、靴下に隠していた文書を取り出した。デュケインが入手していた情報は、例えばM1小銃のスケッチおよび写真、新型軽戦車の設計図面、米海軍の魚雷艇の写真、擲弾発射器の写真、テネシー州ウェストポイントの陸軍施設にて調査した米軍戦車に関する情報などであった。デュケインはまた、例えば「ズボンのポケットに穴を開けておき、遅延信管を取り付けた小型爆弾をそこから落とす」といった以前の戦争で使用されたサボタージュの手法に関する話題にも触れて、こうした機材が再び必要になるだろうと語ったという。

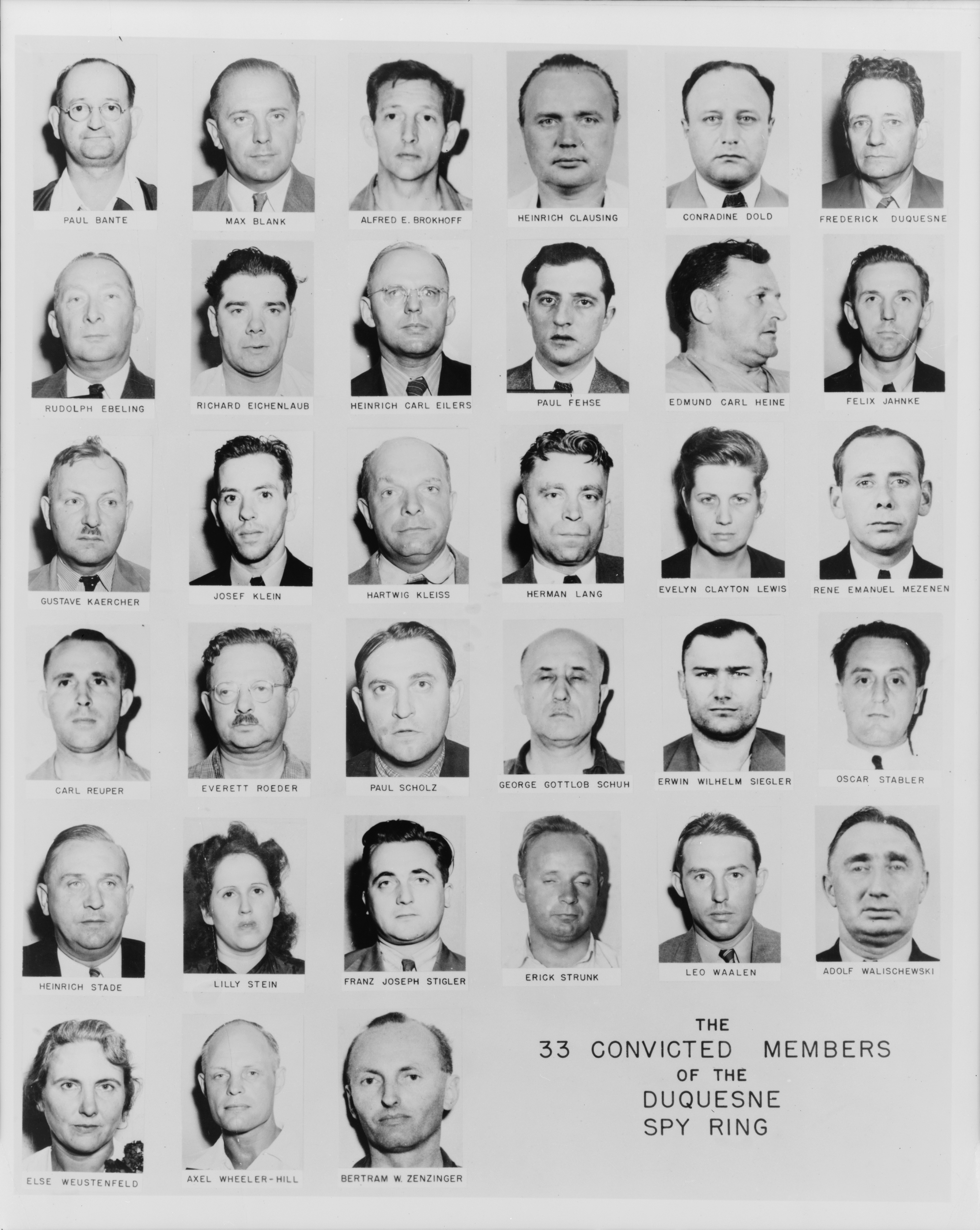
「デュケインのスパイ網」に所属した33人のスパイの顔写真。デュケインは最上段右端。（FBI資料）

1941年6月28日、2年間に渡る捜査の末、FBIはデュケインおよび32人のドイツ側スパイを逮捕し、アメリカの兵器および物流に関する機密情報をドイツへ送っていた容疑で起訴した。1942年1月2日、真珠湾攻撃によるアメリカの第二次世界大戦参戦からわずか1ヶ月弱の後、33人のスパイらには合計して300年以上の懲役刑が課された。歴史家ピーター・ダフィー（Peter Duffy）は、2014年にデュケインのスパイ網を指して「現在においてさえ、アメリカにおける史上最大のスパイ事件だ」と述べた。あるドイツ側諜報指揮官は、この事件が在米諜報組織における「致命傷」（the death blow）だったと語った。また、FBI長官ジョン・エドガー・フーヴァーは、デュケインのスパイ網の摘発が史上最大の防諜作戦だったと述べている。カナリス提督は逮捕されたスパイらの貢献に関する覚書を1942年に残しており、特にデュケインが多数の有用な報告および物品をドイツへ送っていたこと、それらがいずれも重要情報と分類されていたことに触れている。

### イギリス
ウェールズ人民族主義者のアーサー・オーウェンズは自ら経営する会社でバッテリーを製造し、英独双方の海軍に納入していた。一時はMI6に雇用され、1936年には実際にドイツ側の造船所に潜入して情報収集を図っている。1938年にはアプヴェーアの手配した女性に籠絡され、ドイツ側へと寝返った。オーウェンズはエージェントとしてリッターの指揮下に入り、ジョニー・オブライエン（JOHNNY O'BRIEN）のコードネームが与えられた。
しかし、オーウェンズはアプヴェーアへの協力について再考し、1938年9月には自らがドイツ側情報機関に協力していることと間もなく通信機器を受け取ることをイギリス側の担当者に通報した。1939年初頭、ロンドン・ヴィクトリア駅手荷物預かり所に通信機器が到着し、オーウェンズはこれをイギリス側担当者へと引き渡した。1939年8月11日、オーウェンズはハンブルクにてリッターと接触したが、9月4日にはMI5への協力を申し出ている。9月12日、MI5はオーウェンズを二重スパイとして雇用することを決定し、ドイツ側の通信機器を返却するとともに、スノー（SNOW）というコードネームを与えた。
オーウェンズは「第20委員会」（Twenty [XX] Committee, イギリスの各諜報機関による合同二重スパイ計画）における重要なエージェントの1人と見なされていた.。MI5はオーウェンズを通じて活動中のイギリス側エージェントに関する虚偽の情報をリッターへと伝え、一方のリッターからはオーウェンズに対しイギリス国内で活動中のエージェントの情報や接触命令が伝えられた。こうして得られた情報を元に逮捕されたアプヴェーアのエージェントに対し、MI5では二重スパイになるか銃殺刑を受け入れるかの選択を迫った。そして何人かのエージェントが二重スパイとなり、軍部隊の行動や暗号解読に関する情報などをイギリス側へと提供した。
しかし、オーウェンズはしばしば自らの重要性を大袈裟に伝えていたため、MI5からは常に疑いの目が向けられていた。彼の信頼性を確かめるべく、MI5は別の二重スパイ、コードネーム・ビスケット（BISCUIT）ことサム・マッカーシー（Sam McCarthy）を接近させた。マッカーシーはオーウェンズがMI5を裏切っている旨を報告し、これによってMI5はオーウェンズが営利を目的として行動しており、イギリスだけではなくドイツ側もまた既に彼を信頼してないものと判断した。1941年、リスボンにおけるリッターとの接触という任務が完了した後、MI5はオーウェンズをダートモール刑務所に投獄し、終戦まで収監させた。なお、リスボンではリッターの拘束も計画されていたが、失敗に終わっている。終戦後、オーウェンズはアイルランドに移って行方をくらまし、1957年に死去した。
戦争の過程で、第20委員会に所属する二重スパイは120人ほどまで増員された。オーウェンズの裏切りが明らかになった後には大部分のエージェントが放棄されたものの、アプヴェーア側が表立った対策を講じなかったため、方針を転換して偽情報を与えた二重スパイらをドイツへと引き渡すようになった。戦後明らかになった資料によれば、リッターはこれらのエージェントの正体を看破していたものの、反響を恐れて事態の顛末を上司に報告していなかった。

### 北アフリカ
第二次世界大戦前、ハンガリー空軍大尉のラズロ・アルマシー男爵は北アフリカに暮らし、探検家や「ゼルズラのオアシス」の発見者として知られていた。この時期の彼を描いた小説『イングリッシュ・ペイシェント』は後に映画化もされている。1939年、アルマシーはアフリカでの暮らしを描いた著書『Unbekannte Sahara; mit Flugzeug und Auto in der Libyschen Wüste』（知られざるサハラ：リビア砂漠にて飛行機、自動車と共に）をドイツ国内で出版した。この際、北アフリカ方面でのスパイ網構築を計画していたアプヴェーアはリッターを派遣し、ブダペストにてアルマシーに接触させた。
リッターはエル・マスリ計画と呼ばれる工作を立案した。この計画では、アルマシーはかねてよりアラブ民族主義の支持者として知られ、イギリスの圧力で失脚したエジプトのアジズ・エル・アル＝マスリ元陸軍参謀長と接触し、アラブ人による対英反乱を組織するよう要請することになっていた。カナリス提督はこの計画を承認し、リッターをタオルミーナへ派遣して北アフリカ偵察司令部（Aufklärungskommando Nordost Afrika）を組織するように命じた。アルマシーはリッター付副官となった。リッター指揮下のゾンダーコマンド（特務部隊）の任務は、砂漠戦に関する軍事情報を収集してエルヴィン・ロンメル元帥に報告すること、そしてカイロにてアル＝マスリ将軍に接触してエジプトにおけるスパイ網を構築することだった。作戦に関連した長距離活動を実現するべく、リッターにはパイロット2名、Fi 156連絡機1機、He 111爆撃機2機が与えられた。また、多言語話者の通信士4名がアプヴェーアから派遣され、それぞれシチリア、ギリシャ、リビア、カイロに駐在していた。
1941年5月16日、アルマシーはアル＝マスリに接触するべくエジプトへと飛んだものの、一方のアル＝マスリを乗せた飛行機がエンジントラブルを起こし、カイロから10マイル離れた地点にて不時着を余儀なくされていたため、接触は果たせなかった。6月17日、今度はリッターのみが単独で接触を図ろうと試みたが、彼の搭乗していた飛行機のパイロットは地面の状況と暗くなりかけていたことを踏まえて着陸を拒否し、さらにその後戦闘に巻き込まれて地中海に墜落した。リッターらは負傷し、浜辺に流れ着くまで9時間にわたって救命いかだで漂流することとなった。

## 帰国
ドイツへと帰国した後、いくつかの防空施設で司令官を務めた。1944年末にはハノーファーの防空施設に勤務していた。

## その後
1972年、回顧録『Deckname Dr. Rantzau; die Aufzeichnungen des Nikolaus Ritter, Offizier im Geheimen Nachrichtendienst』（コードネーム、ランツァウ博士：秘密情報部将校、ニコラウス・リッターの手記）を出版した。1974年、ドイツ国内で死去した。